# Jelka
Jelka (em húngaro: Jóka) é um município da Eslováquia, situado no distrito de Galanta, na região de Trnava. Tem 32,66 km² de área e sua população em 2018 foi estimada em 3.977 habitantes.

## Demografia
| Ano:        | 1994 | 2004   | 2014   | 2024   |
| ----------- | ---- | ------ | ------ | ------ |
| Broj ljudi: | 3691 | 3908   | 3910   | 3992   |
| Razlika:    |      | +5,87% | +0,05% | +2,09% |

| Ano:               | 2023 | 2024   |
| ------------------ | ---- | ------ |
| Número de pessoas: | 4010 | 3992   |
| Diferença:         |      | -0,44% |